# Orba (kommun)
Orba är en kommun i Spanien.   Den ligger i provinsen Provincia de Alicante och regionen Valencia, i den östra delen av landet, 400 km sydost om huvudstaden Madrid. Antalet invånare är 2 604. Arean är 17,7 kvadratkilometer. Orba gränsar till Alcalalí, Benidoleig, Murla, Pego, Tormos, Vall d'Ebo och La Vall de Laguar. 
Terrängen i Orba är kuperad åt sydväst, men åt nordost är den platt.